# Mali Ždrelac
El Pasaje de Mali Ždrelac (que en croata quiere decir: Pequeña Zdrelac) es un estrecho en el Mar Adriático, situado entre las islas croatas de Ugljan y Pašman. Las carreteras estatales D110 pasan por el estrecho a través del Puente Ždrelac que se extiende por todo el estrecho. También hay un pueblo llamado Ždrelac en la isla de Pašman con vistas al estrecho.